# 台湾民主自治同盟陕西省委员会
台湾民主自治同盟陕西省委员会，简称台盟陕西省委、陕西台盟，是台湾民主自治同盟在陕西省的地方组织。